# Svatý Ondřej
Svatý Ondřej, řecky Ανδρέας (Andreas, Mužný), v pravoslavné tradici zvaný Πρωτόκλητος (Prótoklétos, První povolaný) byl apoštol, bratr sv. Petra.

## V Novém zákoně
Narodil se v Betsaidě na břehu Galilejského jezera. Protože byl Žid, Ondřej zcela jistě nebude jeho vlastní jméno. Tradice však nám pro něho nedochovala žádné hebrejské nebo aramejské pojmenování. Byl učedníkem Jana Křtitele. Když poznal Ježíše, přivedl k němu i svého bratra Šimona Petra a stal se jedním z prvních jeho učedníků. Žil v Kafarnaum.
Evangelia ho uvádějí jako jednoho z nejbližších Ježíšových učedníků, kteří směli být přítomni některým výjimečným událostem. Ve Skutcích apoštolských je o něm jen drobná zmínka.

## Legendy
Podle sv. Eusebia, jehož pramenem byl Órigenés, působil Ondřej jako apoštol křesťanství v Malé Asii a Skýtii u Černého moře až k Volze. Podle legendy byl ukřižován ve městě Patras (Patrae) v Acháji na kříži ve tvaru písmene X (crux decussata). Říká se proto takovému kříži svatoondřejský kříž.

## Úcta
Svatý Ondřej je patronem Rumunska a Ukrajiny, na jejichž území prý působil, a také Skotska. Tradice ho uvádí jako prvního biskupa Byzantia, a tedy jako prvního v pořadí patriarchů konstantinopolských.
Jako rybář se stal se svým bratrem svatým Petrem patronem nevěst, garantem dobrých sňatků, a všech zamilovaných.  Dále pak i rybářů, obchodníků s rybami, sedláků, řezníků, horníků, provazníků či nosičů vody, ale i Řecka, Skotska, Ruska, či Sicílie. 
Ondřej je hlavní postavou apokryfních Skutků sv. Ondřeje, napsaných zřejmě uprostřed 3. století.

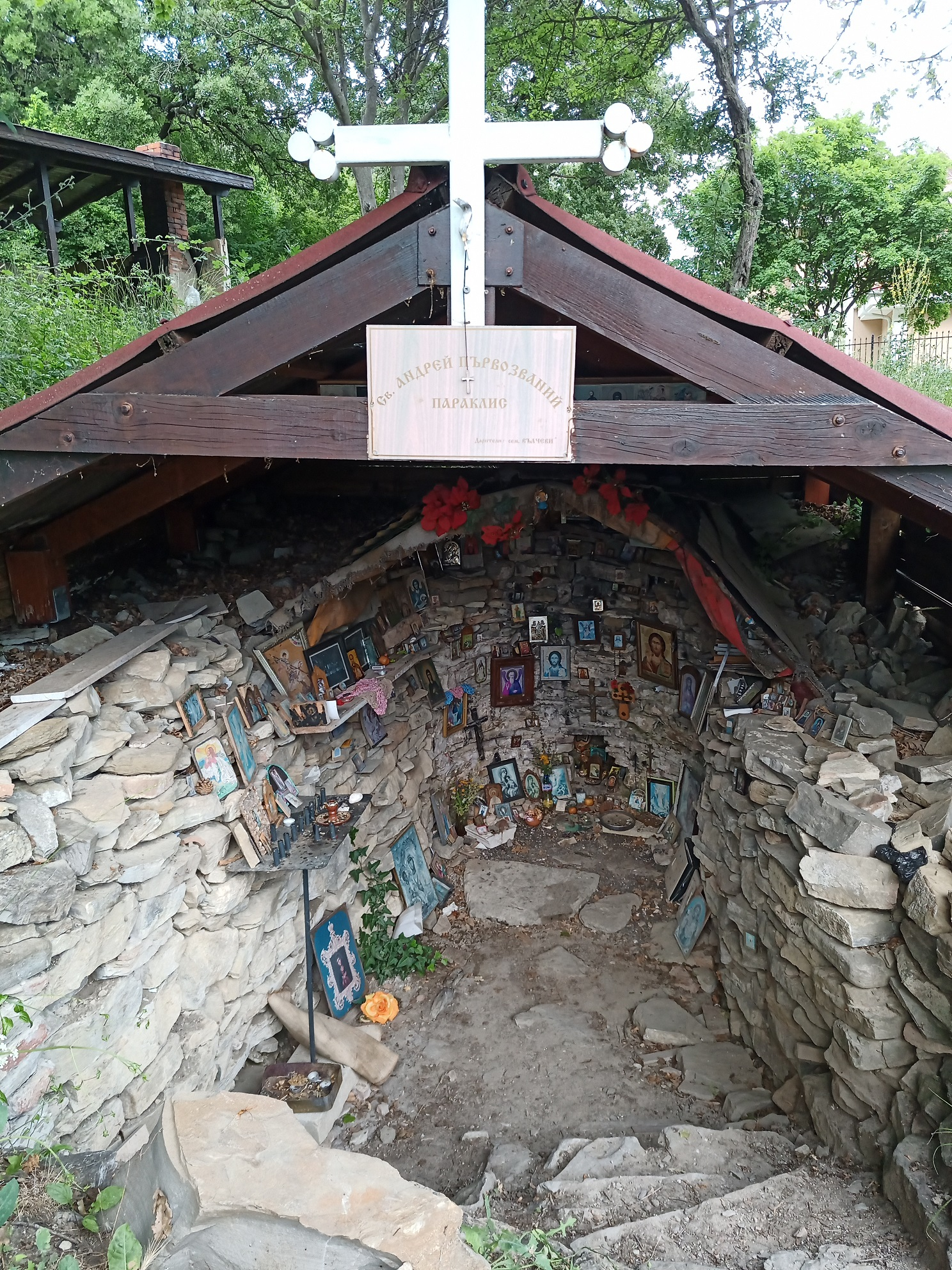
Jeskyně „Sv. Andrej Prvozvaný“ ve Sveti Vlasu.

## Atributy
Umělci Ondřeje zobrazují jako starého muže s dlouhými bílými vlasy a vousy, s knihou evangelií v pravici, opírajícího se o kříž ve tvaru X, na němž byl podle podání umučen.